# Okręg Szkolny Wileński
Okręg Szkolny Wileński (OSW) – jeden z okręgów szkolnych II RP, utworzony rozporządzeniem Ministra Wyznań Religijnych i Oświecenia Publicznego z dnia 3 maja 1922 r. o utworzeniu Okręgu Szkolnego Wileńskiego z siedzibą kuratora w Wilnie.  

## Historia okręgu
W czasie okupacji niemieckiej, do 19 kwietnia 1919 roku, Kierownikiem Komitetu Edukacyjnego i do czasu utworzenia Sekcji Oświecenia Publicznego, a następnie Inspektorem Wileńskiego Okręgu Szkolnego od 1 sierpnia 1919 do 30 listopada 1919 roku był dr. Witold Węsławski. 
19 lutego 1919 roku na Kresach Wschodnich utworzono Zarząd Cywilny Ziem Wschodnich, pod którego zarządem 7 czerwca 1919 roku utworzono Okręg Wileński. Następnie powstała Sekcja Oświecenia Publicznego, której szefem od lipca 1919 do 14 lipca 1920 roku był Lucjan Zarzecki. Od 24 (30) listopada 1919 do 15 marca 1920 roku inspektorem był dr. Henryk Orliński. Od 21 maja 1920 do czasu najazdu bolszewików inspektorem był Marian Adamowicz. 
Od 14 lipca 1920 do połowy listopada 1920 roku, Kierownikiem Komitetu Edukacyjnego, a podczas okupacji litewskiej kierownikiem polskiego wydziału szkolnego był Stanisław Kościałkowski. Po opanowaniu Wileńszczyzny przez Polaków utworzono Departament Oświaty Litwy Środkowej, którym do 31 grudnia 1920 roku zarządzał inż. Teofil Szopa. Od 1 stycznia 1921 do 15 maja 1922 roku szefem Departamentu Oświaty Litwy Środkowej był Władysław Lichtarowicz. 
16 maja 1922 roku weszło w życie rozporządzenie o utworzeniu Okręgu Szkolnego Wileńskiego. W 1927 roku na mocy Rozporządzenia M. W. R. i O. P. z dnia 24 lutego 1927 o zmianie granic okręgów szkolnych białostockiego, poleskiego i wileńskiego z Okręgu Szkolnego  Białostockiego i Okręgu Szkolnego Poleskiego wydzielono obszar województwa nowogródzkiego i włączono go do kompetencji Okręgu Szkolnego Wileńskiego.
W roku szkolnym 1929/1930 OSW obejmował województwa wileńskie i nowogródzkie. Nadzorował 55 szkół średnich (w tym 38 prywatnych):
Wilno – 33 (w tym prywatnych 26), Baranowicze – 3 (2), Brasław – 1 (1), Głębokie – 3 (2), Lida – 2 (1), Mołodeczno – 1 (1)Nieśwież – 2 (1), Nowogródek – 2 (1), Oszmiana – 1 (0), Słonim – 2 (1), Stołpce – 0 (1), Święciany – 2 (1), Troki – 1 (0), Wilejka – 1 (0). W roku szkolnym 1936/1937 województwo wileńskie nadzorowało 33 szkoły (w tym 13 państwowych), w których naukę pobierało 7260 uczniów. W województwie nowogródzkim było 12 szkół (w tym 8 państwowych), w których naukę pobierało 3088 uczniów. 
Kuratorzy Okręgu Szkolnego Wileńskiego.
1922–1925. Zygmunt Gąsiorowski.
1925–1927. dr. Antoni Ryniewicz.
1928–1930. Stefan Pogorzelski.
1930–1936. Kazimierz Szelągowski.
1936–1939. Marian Godecki.

## Obwody szkolne
W 1933 roku Rozporządzeniem Prezydenta Rzeczypospolitej Polskiej z dnia 4 lipca 1933 r. o organizacji obwodowych władz szkolnych, dla celów administracji w zakresie szkolnictwa, okręgi szkolne zostały podzielone na obwody, zwierające jeden lub więcej powiatów i były zarządzane przez inspektorów szkolnych.
W 1933 roku Okręg Szkolny Wileński, został podzielony na obwody: 

- Obwód brasławski – powiat brasławski.
- Obwód głębocki – powiat dziśnieński.
- Obwód oszmiański – powiat oszmiański.
- Obwód postawski – powiat postawski.
- Obwód święciański – powiat święciański.
- Obwód wilejski – powiaty: wilejski i mołodeczański.
- Obwód wileński miejski – miasto Wilno.
- Obwód wileński – powiat wileńsko-trocki.
- Obwód baranowicki – powiat baranowicki.
- Obwód lidzki – powiat lidzki.
- Obwód nieświeski – powiaty: nieświeski i stołpecki.
- Obwód nowogródzki –  powiat nowogródzki.
- Obwód słonimski – powiat Słonimski.
- Obwód szczuczyński – powiat szczuczyński.
- Obwód wołożyński –  powiat wołożyński.
- Obwód grodzieński – powiat grodzieński grodzieński
- Obwód suwalski– powiaty: suwalski i augustowski.
- Obwód wołkowyski – powiat wołkowyski.

W 1937 roku nastąpiła zmiana granic okręgu. Rozporządzeniem Rady Ministrów z dnia 15 maja 1937 r. o okręgach szkolnych, Okręg Szkolny Wileński poszerzono o 4 powiaty z województwa białostockiego: augustowski, grodzieński, suwalski i wołkowyski. Powiększenie to nawiązywało do zasięgu terytorialnego szkół podlegających nadzorowi Uniwersytetu Wileńskiego na początku XIX wieku (z pominięciem wschodnich obszarów, które nie wchodziły już w granice Rzeczypospolitej, tylko ZSRR).